# Steinberg Nuendo
Nuendo — цифрова аудіоробоча станція (DAW), що була розроблена компанією «Steinberg» для запису музики, аранжування, редагування і постпродукції. Програма орієнтована на аудіо та відео постпродукцію для різних сегментів ринку (продається як «Продвинута аудіо продакшн-система»). Також містить додаткові модулі для створення декількох мультимедіа та аудіо послідовностей, підтримує технології VST, VSTi, ASIO.

## Історія
Перша версія Nuendo випущена у 2000 році компанією «Steinberg», а друга — у 2003 році та мала ряд схожих функціональностей із версією SX програми «Cubase».
Третя версія з'явилася у 2005 році та мала підтримку AAF-формату.
Четверта версія була випущена у вересні 2007 року та отримала нову систему автоматизації та підтримку стандарту VST3 для плагінів.
П'ята версія вийшла в липні 2010 року з новим інструментом для переозвучення та звуковим дизайном.
Шоста версія з'явилася у вересня 2013 року та включала новий моніторинг гучності та мікшер.
Сьома версія програми була спочатку анонсована в березні 2015 року на «Game Developers Conference», а вже у червні 2015 року вийшла на ринок. Дана версія отримала функцію під назвою «Game Audio Connect», яка дозволяла напряму передавати аудіо-активи з використанням проміжного ПО Audiokinetic Wwise.
Восьма версія випущена в червні 2017 року та має другу версію «Game Audio Connect», рандомізацію звуку та нові функції автономної обробки.